# Kanton Valenciennes
Der Kanton Valenciennes ist der mit der Kantonsreform 2015 gebildete 39. Kanton des Départements Nord und gehört zum Arrondissement Valenciennes. 

## Gemeinden
Der Kanton besteht aus zwei Gemeinden mit insgesamt 54.100 Einwohnern (Stand: 1. Januar 2022) auf einer Gesamtfläche von 25,88 km²:
| Gemeinde            | Einwohner 1. Januar 2022 | Fläche km² | Dichte Einw./km² | Code INSEE | Postleitzahl |
| ------------------- | ------------------------ | ---------- | ---------------- | ---------- | ------------ |
| Saint-Saulve        | 11.121                   | 12,06      | 922              | 59544      | 59880        |
| Valenciennes        | 42.979                   | 13,82      | 3.110            | 59606      | 59300        |
| Kanton Valenciennes | 54.100                   | 25,88      | 2.090            | 5939       | –            |